# Nicolaas Pieneman (1809-1860)
Nicolaas Pieneman (Amersfoort, 1 januari 1809 – Amsterdam, 30 december 1860) was een Nederlandse schilder en lithograaf.
Pieneman kreeg een opleiding van zijn vader Jan Willem Pieneman (1779-1853) en was ook leerling aan de Koninklijke Academie voor Schone Kunsten in Amsterdam. Hij kreeg les van Jean Baptiste Madou. 
Pieneman was een specialist in het schilderen van recente historische gebeurtenissen en van portretten. Hij was goed bevriend met koning Willem II en schilderde talrijke portretten van leden van de koninklijke familie. Hij gaf les aan diverse Nederlandse kunstenaars.
Pieneman was lid van de Vierde Klasse van het Koninklijk Instituut van Wetenschappen, Letteren en Schoone Kunsten en vanaf 1852 van Artis Natura Magistra. Hij was ook lid van de kunstenaarsvereniging De Maatschappij Arti et Amicitiae. Hij was ridder in de Orde van de Nederlandse Leeuw, Commandeur van de Orde van Adolf van Nassau en tevens opgenomen in de Orde van de Poolster.
De Pienemanstraat in Amsterdam is naar hem vernoemd.

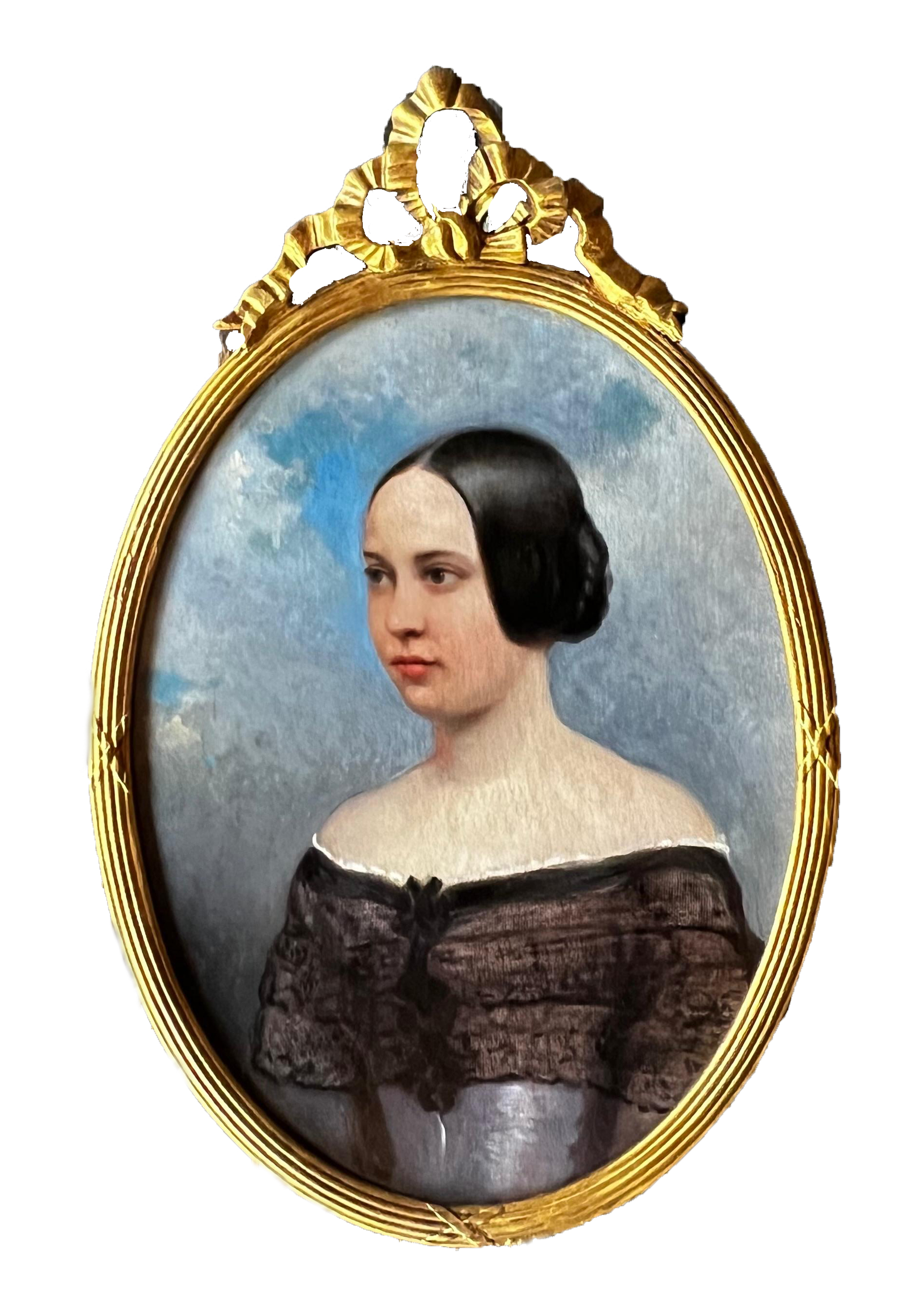
Nicolaas Pieneman, Portret, 1850

## Werken

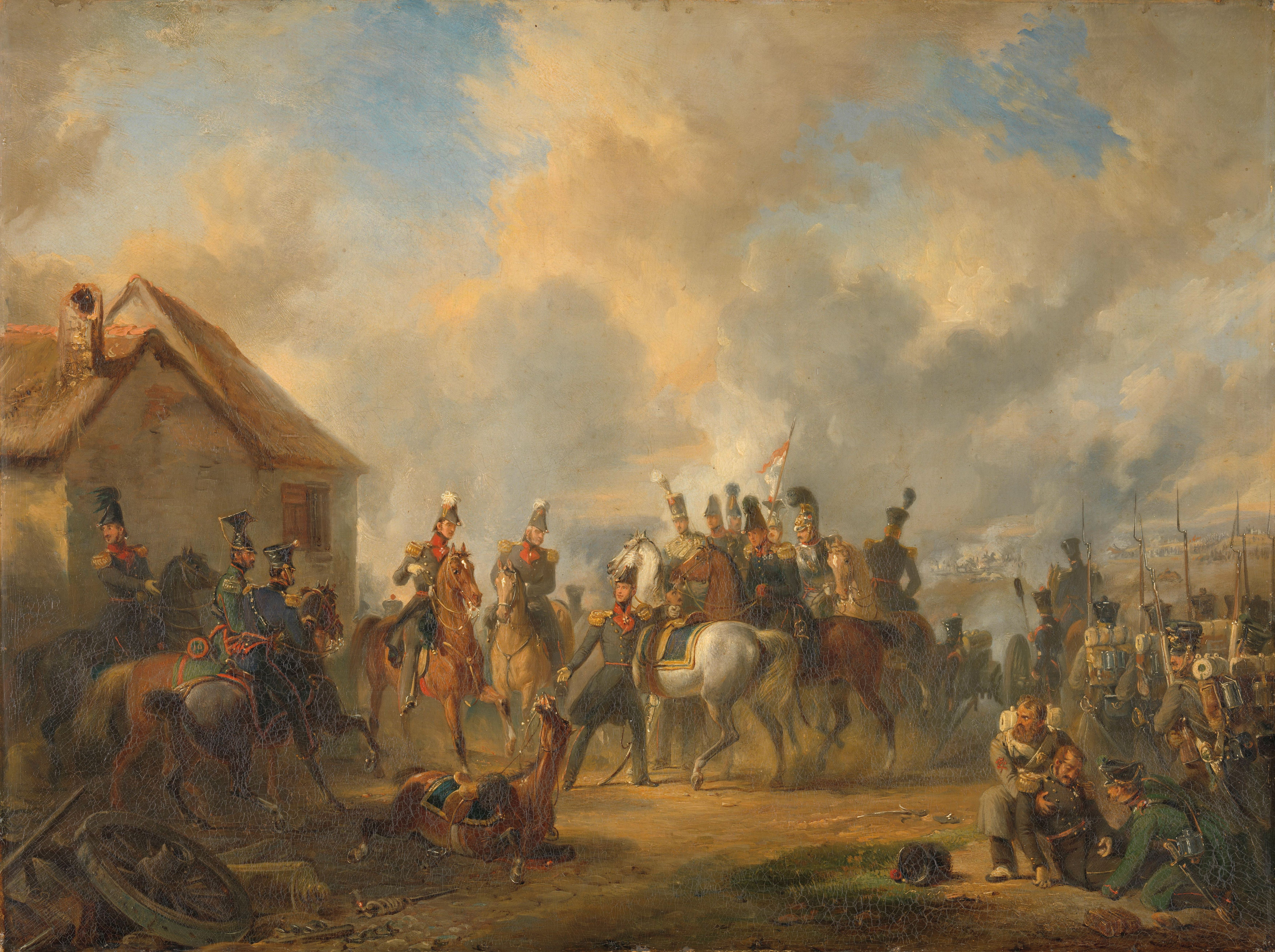
De slag bij Boutersem, 12 augustus 1831, gedurende de Tiendaagse Veldtocht. 1833, olieverf op doek, 60,5 × 46 cm, Rijksmuseum, Amsterdam
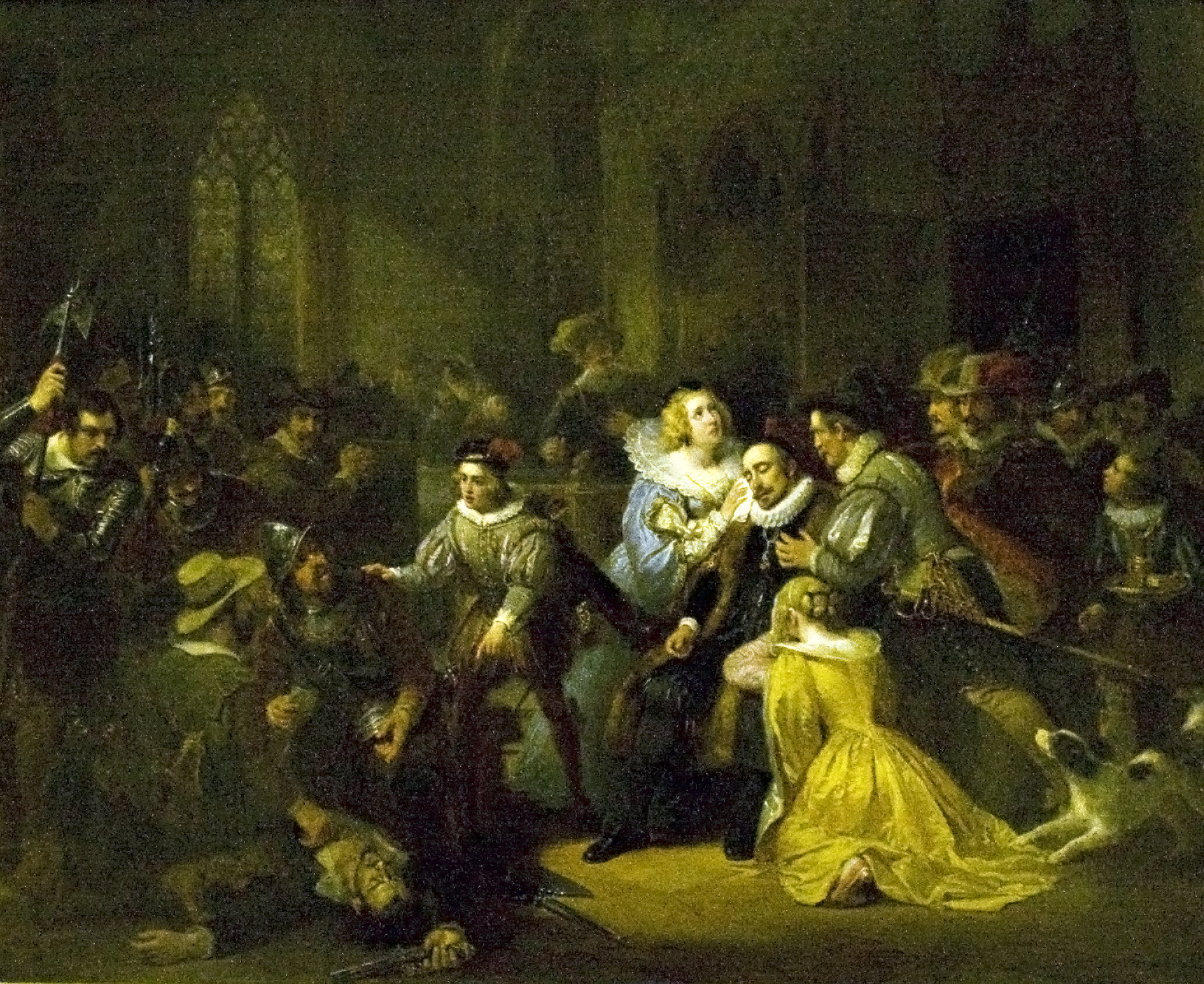
De aanslag op het leven van Willem van Oranje in Antwerpen op 18 maart 1582. 1838, olieverf op doek, 120 × 98 cm, Eerste Schilderijenzaal, Teylers Museum, Haarlem
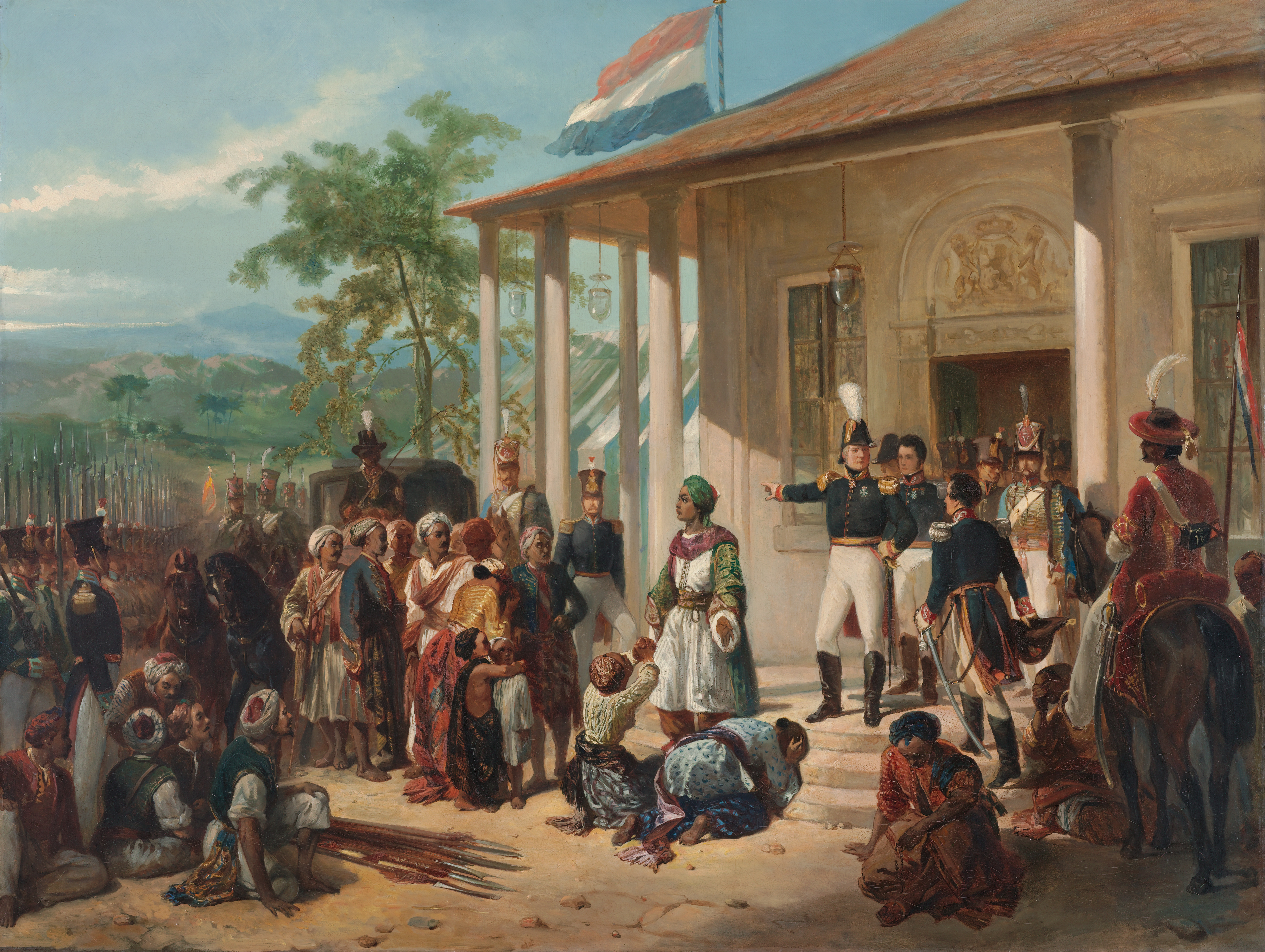
De onderwerping van Diepo Negoro aan luitenant-generaal Hendrik Merkus Baron de Kock, 28 maart 1830, waarmee de Java-oorlog (1825-30) werd beëindigd, 1835, olieverf op doek, 100 × 77 cm, Rijksmuseum, Amsterdam
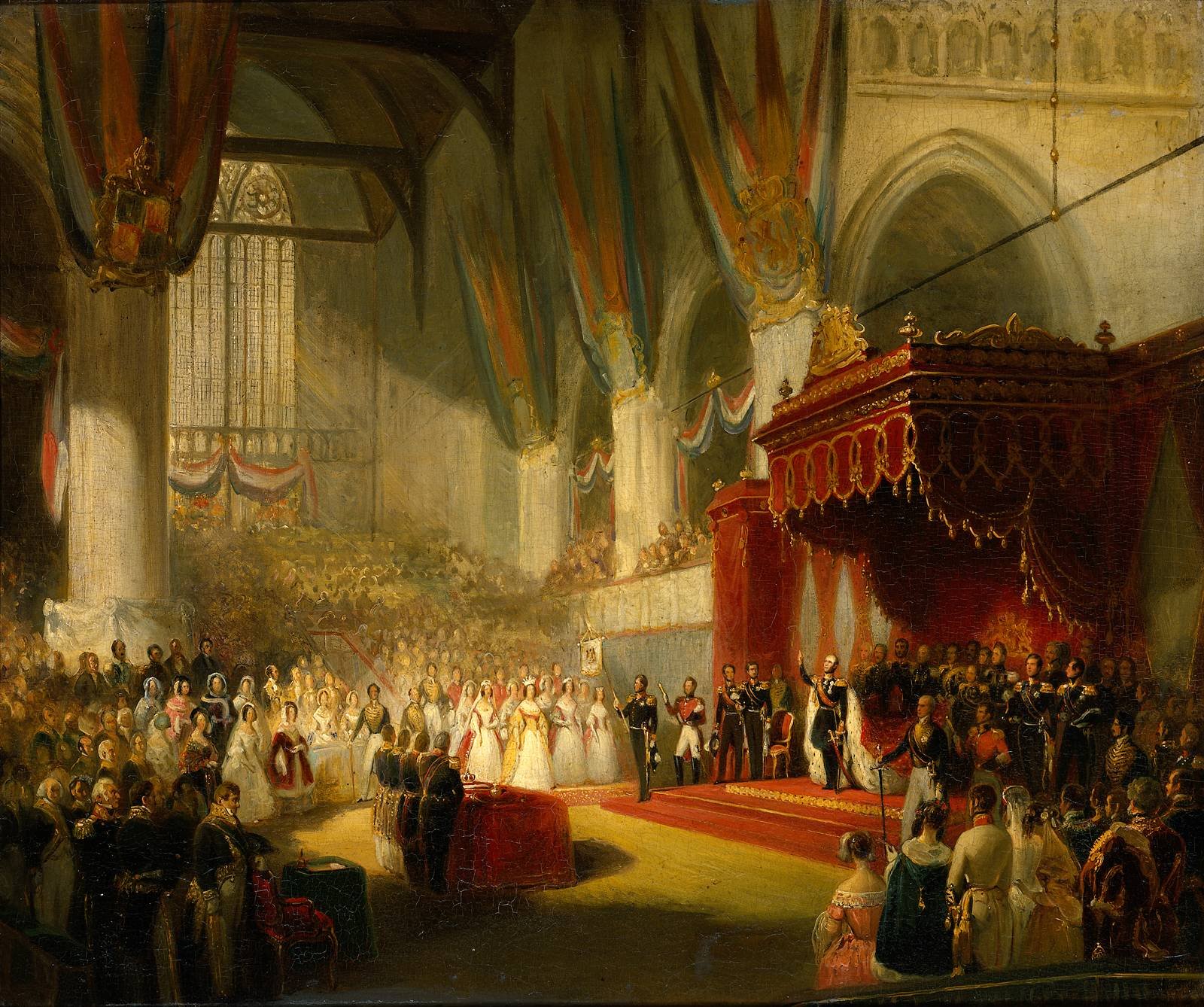
De inhuldiging van koning Willem II in de Nieuwe Kerk, 1840-50, olieverf op doek, 55 × 46,5 cm, Rijksmuseum, Amsterdam
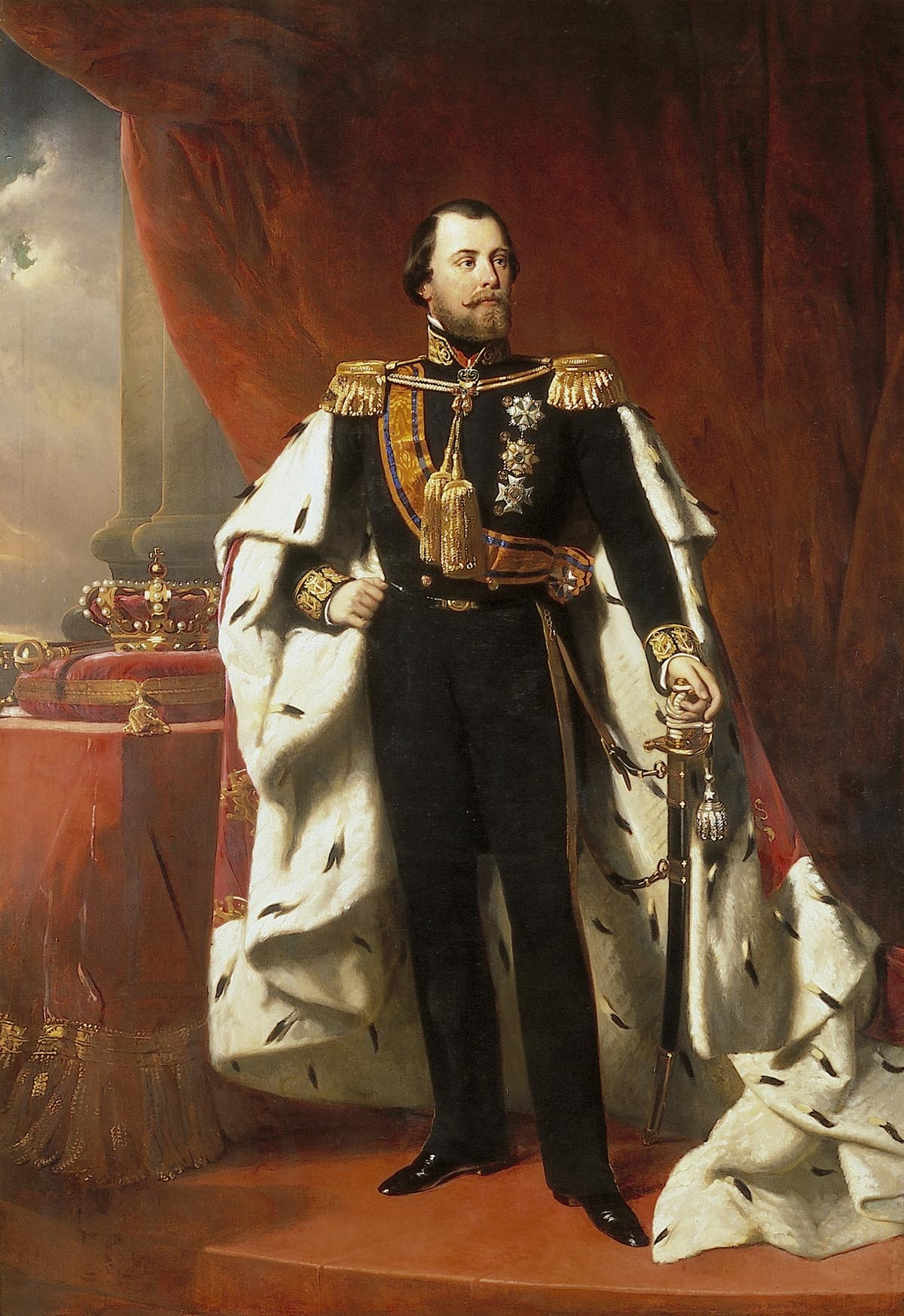
Willem III (1817-1890), koning der Nederlanden, 1856, olieverf op doek, 198 × 284 cm, Rijksmuseum, Amsterdam
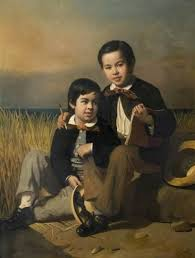
Portret van Pieter en Henri van Lawick van Pabst, 1860), Frans Hals Museum, Haarlem

## Werk in openbare collecties (selectie)
- Rijksmuseum Amsterdam[2]

- Portret van een jonge dame door Nicolaas Pieneman, gesigneerd 1850[3]

- Bibliothèque nationale de France: cb14968652b (data)
- Biografisch Portaal: 24306923
- Digitale Bibliotheek voor de Nederlandse Letteren: pien006
- Gemeinsame Normdatei: 1019725885
- International Standard Name Identifier: 0000 0000 6663 0233
- Nederlandse Thesaurus van Auteursnamen: 069955247
- RKD-Nederlands Instituut voor Kunstgeschiedenis: 63372
- Système universitaire de documentation: 181145758
- Union List of Artist Names: 500020689
- Virtual International Authority File: 56883383
- WorldCat: E39PBJjt7KhG8QRTXdWwXKCqQq